# Live in San Diego 1974
Live in San Diego 1974 est un album de Deep Purple sorti en 2007.
Ce concert a été enregistré le 9 avril 1974 à la Sports Arena de San Diego, aux États-Unis. Il s'agit du dernier concert de la tournée américaine de promotion de l'album Burn, trois jours après le festival California Jam où le groupe a fait une apparition remarquée. L'enregistrement est incomplet : il manque la fin du concert, qui devait comprendre au moins les titres You Fool No One et le rappel Space Truckin'.
Fréquemment piraté, ce concert voit le jour officiellement en 2003 sous le titre Perks and Tit, dans une édition limitée au format digipak (PUR 206). Purple Records le réédite en 2007 sous un nouveau titre dans le cadre de la série Official Archive Collection.

## Liste des titres
1. Burn (Blackmore, Coverdale, Lord, Paice) – 8:46
2. Might Just Take Your Life (Blackmore, Coverdale, Lord, Paice) – 4:41
3. Lay Down, Stay Down (Blackmore, Coverdale, Lord, Paice) – 4:48
4. Mistreated (Blackmore, Coverdale) – 12:00
5. Smoke on the Water (Blackmore, Gillan, Glover, Lord, Paice) – 10:28
6. Jon Lord Solo (Lord) – 4:31

## Musiciens
- Ritchie Blackmore : guitare
- David Coverdale : chant
- Glenn Hughes : basse, chant
- Jon Lord : claviers
- Ian Paice : batterie